# قاراوا السفلي (سقز)
قرية قاراوا السفلي (بالكردية: قاراوای خواروو) هي إحدى القرى التابعة لـترجان في ريف قسم مركزي من مقاطعة سقز، في محافظة كردستان الإيرانية.

## السكان
حسب إحصاءات سنة 2006، بلغ إجمالي السكان في قاراوا السفلي 506 نسمة وعدد المساكن 95 مسكن. لغة سكان قاراوا السفلي هي اللغة الكردية و هم من أهل السنة والجماعة والمذهب الشافعي.